# Monomorium longipes
Monomorium longipes är en myrart som beskrevs av Carlo Emery 1914. Monomorium longipes ingår i släktet Monomorium och familjen myror. Inga underarter finns listade i Catalogue of Life.